# Джармата-Вій
Джармата-Вій (рум. Giarmata-Vii) — село у повіті Тіміш в Румунії. Входить до складу комуни Гірода.
Село розташоване на відстані 405 км на північний захід від Бухареста, 7 км на північний схід від Тімішоари.

## Населення
За даними перепису населення 2002 року у селі проживали 1408 осіб.
Національний склад населення села:
| Національність | Кількість осіб | Відсоток |
| -------------- | -------------- | -------- |
| румуни         | 1365           | 96,9%    |
| угорці         | 22             | 1,6%     |
| німці          | 10             | 0,7%     |
| серби          | 5              | 0,4%     |

Рідною мовою назвали:
| Мова      | Кількість осіб | Відсоток |
| --------- | -------------- | -------- |
| румунська | 1370           | 97,3%    |
| угорська  | 18             | 1,3%     |
| німецька  | 9              | 0,6%     |